# Beata Elisabet von Königsmarck

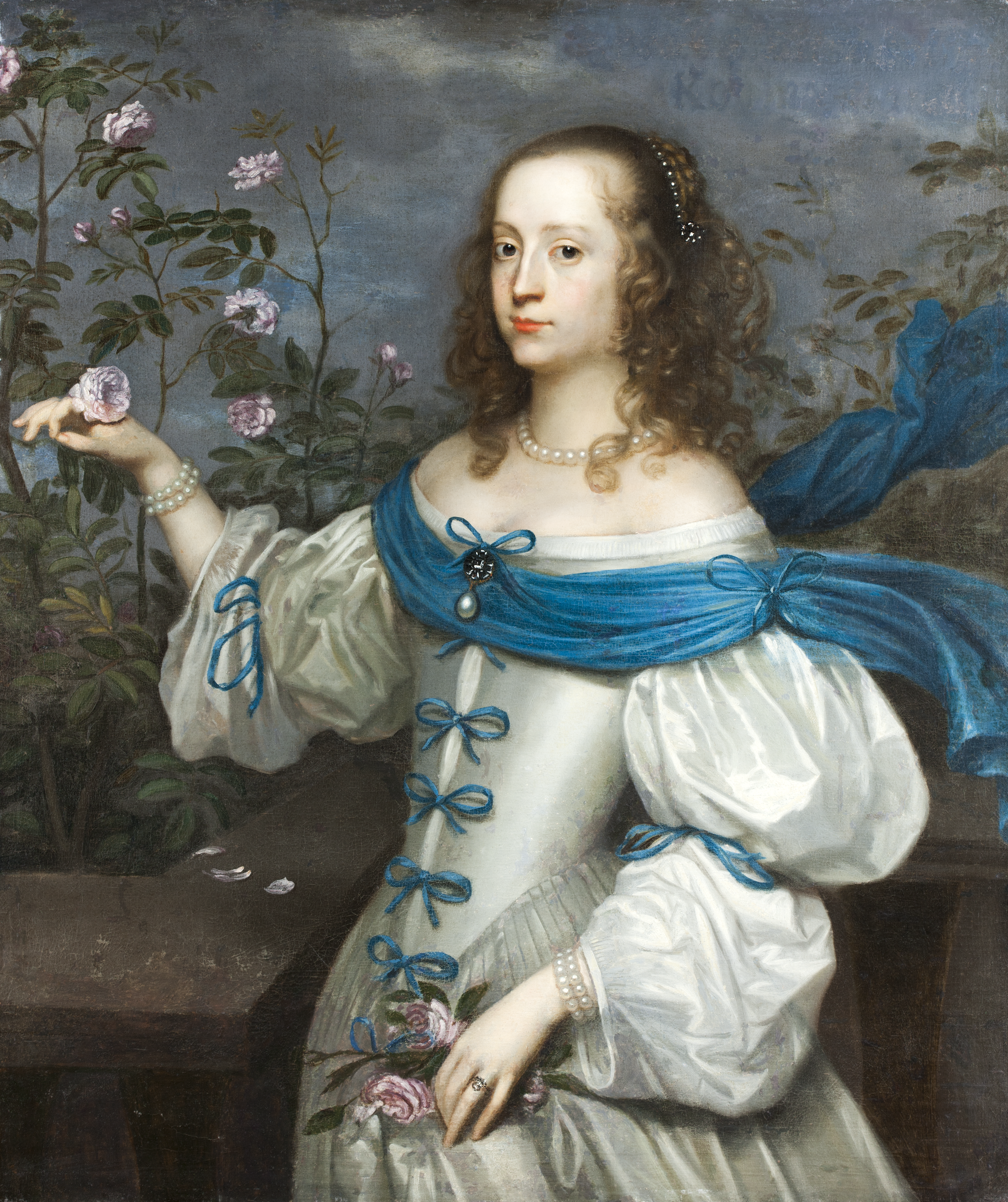
Beata Elisabeth Kunixmarck (Hendrick Munnichhoven)

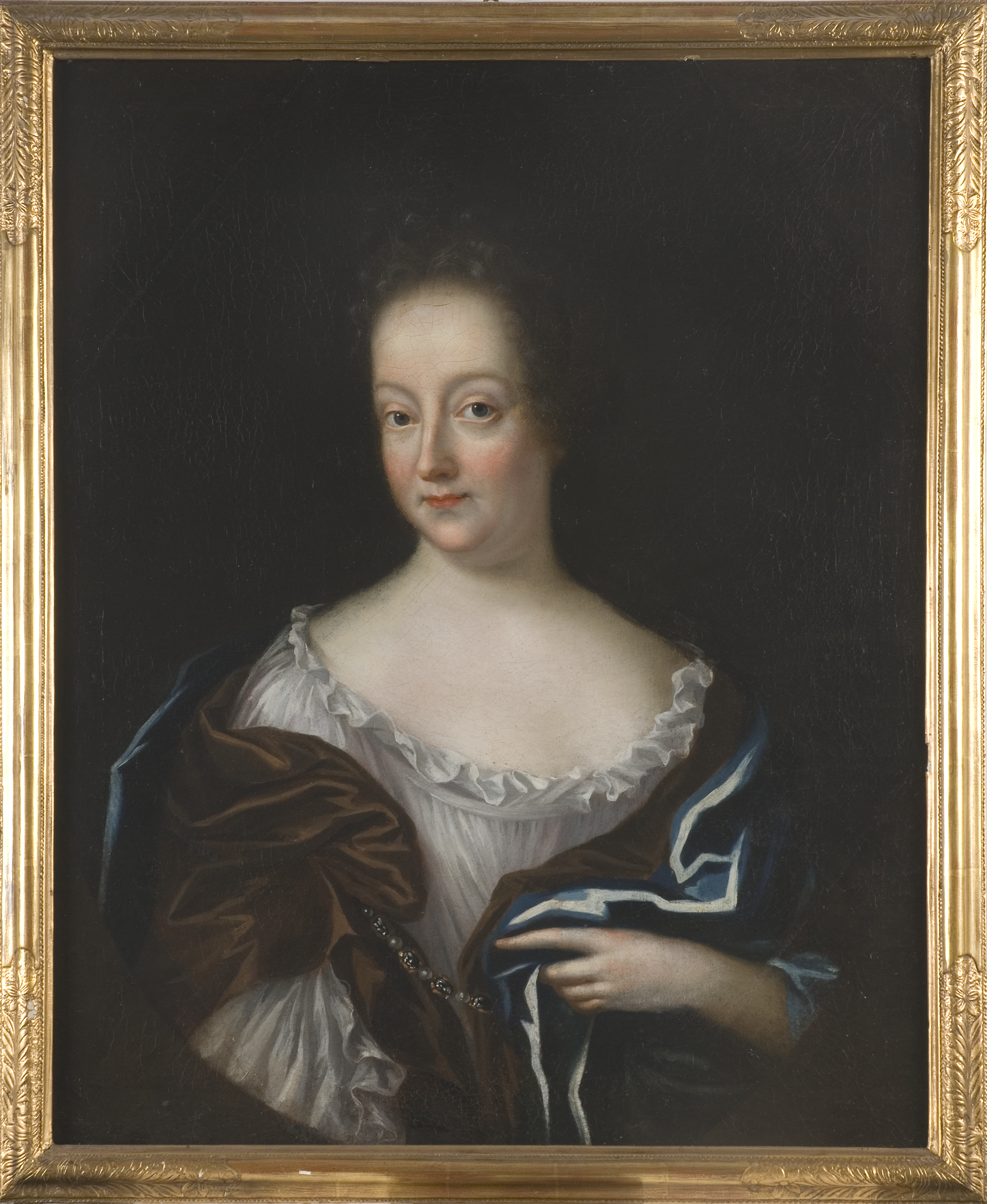
Beata Elisabet von Königsmarck av Lucas von Breda.

Beata Elisabet von Königsmarck, född 1637, död 1723, ofta kallad "grevinnan Pontus", var en svensk grevinna och godsägare. Hon deltog som politisk aktör vid intrigerna kring Karl XII:s äktenskap och den därtill hörande allianspolitiken.

## Biografi
Beata Elisabet von Königsmarck var dotter till Hans Christoff von Königsmarck och Barbara von Leist från Bremen, som varit hovdam hos hertiginnan av Wolffenbüttel. Ätten kom från Brandenburg men hade inkommit till Sverige med hennes far något år innan Beata Elisabeth föddes.   Tack var hennes fars framgångsrika militära karriär, som bland annat enligt tidens sed innebar plundring i Tyskland under trettioåriga kriget, blev familjen mycket förmögen och Beata Elisabet en storarvtagare. 

### Äktenskap
Hon förlovade sig 1652 och gifte sig 13 juli 1655 i Stade med greve Pontus Fredrik De la Gardie. Hon var mycket förmögen. Trots att hon var en gift kvinna och därmed formellt under makens förmynderskap, skötte hon uppenbarligen sin förmögenhet enskilt och utan inblandning från maken, som tvingades låna pengar av sin syster, Maria Sofia De la Gardie, för att finansiera sina alkoholvanor och besök hos prostituerade. Hennes make miste större delen av sin förmögenhet genom reduktionen 1680. Efter reduktionen bosatte sig maken på sitt gods Velamsund, separerad från sin fru. Hennes ekonomiska intressen försvarades mot makens krav av familjen Königsmarcks ombud.

### Karl XII:s äktenskap
Königsmarck anses genom sitt agerande i intrigerna kring Karl XII:s äktenskap uppvisa ett typiskt exempel på hur en adelsdam under denna tid deltog i ett politiskt skeende genom sina kontakter. Hon brevväxlande med franske ambassadören Jean Antoine de Mesmes d'Avaux, och benämndes av honom som en av de kontakter vid det svenska hovet som hade uträttat mest för Frankrike. 
Både Danmark och Frankrike önskade sluta en allians med Sverige genom äktenskap mellan Karl XII och Sofia Hedvig av Danmark och Hedvig Sofia av Sverige och Carl av Danmark. Under 1697–1699 bedrevs en intensiv politik av danske ambassadören Jens Juel för att åstadkomma detta, och både Danmark och Frankrike pekade ut "grevinnan Pontus" och hennes dotter Johanna Eleonora De la Gardie som agenter för den dansk-franska linjen vid det svenska hovet. 
Hennes uppgift var att sondera vilka politiker som stödde planerna och att själv aktivt arbeta för dem. Den 23 februari 1698 var hon enligt Juel upptagen med planen att påverka Carl Piper att övertala Karl XII. Hon hade för detta gjort Pipers svåger Bromèen till sin agent hos Piper, och även framfört frågan hos Karl XII genom sin svärson riksmarskalk greve Erik Gustaf Stenbock. Hennes dotter utverkade samtidigt ett löfte hos Juels hustru att hennes man skulle få bli marskalk hos Sofia Hedvig om hon blev svensk drottning. Åtminstone ett av de skäl som tros ha medverkat till hennes arbete för en svensk-dansk allians antas ha varit att behov att beskydda sina gods i Skåne, som hade råkat ut för förstörelse under kriget 1675–79.

### Godsägare
Hon köpte, genom maken men med sina egna pengar, godset Skarhults slott i Skåne 1661 sedan detta landskap hade blivit svenskt, och skötte det sedan själv utan inblandning från maken fram till sin död. Formellt sett räknades hon dock, i egenskap av gift kvinna och därmed omyndig, inte som laglig ägare förrän efter att hon 1692 blivit änka och myndig. Hon bodde som änka i Ebba Brahes palats under vintern där hon brevledes skötte sina bruk med dess inspektorer, och om sommaren på Svanö, varifrån hon också besökte de övriga bruken. 
Det konstaterades vid reduktionen 1680 att bruken förfallit under makens ledarskap, och hon fick 1689 rätt att ta över dem, löste ut Svanö bruk från Riksens ständers bank och sedan från kronan och betalade av hans lån med egna pengar. Efter flera års processande fick hon 1698 tillstånd att behålla bruket för sin och sina döttrars försörjning. Hon lät 1689 återuppbygga Nordansjö masugn. Hon fick processa för sitt farsarv fram till 1707. Hon var framgångsrik som bruksägare och hennes initialstämpel BK blev en kvalitetsstämpel, varför bruksägare fortsatte att använda det en lång tid efter hennes död. Hon ägde och skötte även godsen Marsvinsholm i Skåne samt Velamsund utanför Stockholm.